# General Electric GEnx
General Electric GEnx (ang. General Electric Next Generation) – udoskonalony silnik turbowentylatorowy amerykańskiej firmy General Electric stosowany w samolotach Boeing 787 Dreamliner (GEnx-1B) oraz Boeing 747-8 (GEnx-2B). W zamierzeniu producenta silniki GEnx mają się stać głównymi silnikami wykorzystywanymi w XXI wieku przez średniej wielkości samoloty pasażerskie używane do lotów długodystansowych, transkontynentalnych i transoceanicznych. 
Pierwszy testowy lot samolotu Boeing 747 wyposażonego w silnik GEnx odbył się 22 lutego 2007 roku.